# Slava Dosedel
Ctislav Doseděl (Přerov, 14 de agosto de 1970), más conocido como Sláva Doseděl, es un exjugador de tenis de la República Checa, profesional entre 1989 y 2001.
Doseděl ganó tres títulos individuales y uno en dobles durante su carrera. La mejor posición de este jugador en el esclafón de la   ATP fue la n.º 26 el 10 de octubre de 1994. Su último Torneo jugado fue el  Abierto de los Estados Unidos de 2001.
En 1999, Doseděl apareció en la película Checa "Life Water" (Voda života), contando la historia de Vincent Priessnitz que descubrió la cura para la fiebre alta durante el siglo XIX.

## Títulos individuales (3)
| Leyenda            |
| Grand Slam (0)     |
| Torneos Maste (0)  |
| Masters Series (0) |
| ATP Tour (3)       |

| No. | Fecha                 | Torneo                  | Superficies   | Oponente en la final | Marcador                     |
| 1.  | 30 de octubre de 1995 | Santiago, Chile         | Tierra batida | Marcelo Ríos         | 7–6(3), 6–3                  |
| 2.  | 6 de mayo de 1996     | Múnich, Alemania        | Tierra batida | Carlos Moyà          | 6–4, 4–6, 6–3                |
| 3.  | 4 de agosto de 1997   | Ámsterdam, Países Bajos | Tierra batida | Carlos Moyà          | 7–6(4), 7–6(5), 6–7(4), 6–2. |